# شوجی یوکی
شوجی یوکی (انگلیسی: Shoji Yuki؛ زادهٔ ۲۷ اوت ۱۹۵۰) بازیکن بسکتبال اهل ژاپن بود.